# Afroleptomydas sodalicus
Afroleptomydas sodalicus är en tvåvingeart som beskrevs av Hesse 1969. Afroleptomydas sodalicus ingår i släktet Afroleptomydas och familjen Mydidae. Inga underarter finns listade i Catalogue of Life.